# To Drive the Cold Winter Away
To Drive the Cold Winter Away – drugi album studyjny kanadyjskiej wykonawczyni muzyki folkowej i celtyckiej Loreeny McKennitt wydany w 1987 roku.
Album zawiera głównie tradycyjne utwory angielskie, jeden szkocki i jeden irlandzki oraz trzy kompozycje własne Loreeny McKennitt, wszystkie tematycznie związane z bożonarodzeniowym okresem świątecznym. 
Nagrań dokonano w 1987 roku w Kanadzie (w Kościele Matki Bożej w Guelph w prowincji Ontario) oraz w Irlandii (w opactwie benedyktyńskim Glenstal w pobliżu Limerick i w The Tyrone Guthrie Centre w miejscowości Annaghmakerrig).
Album cechuje się surową, quasi-religijną atmosferą. Z instrumentów na pierwszy plan wybija się harfa. Dwa utwory śpiewane są a capella. 

## Lista utworów
1. "In Praise of Christmas" - 6:06 (tradycyjna melodia angielska, XVIII w.)
2. "The Seasons" - 4:55 (tradycyjna melodia angielska, XIX w.)
3. "The King" - 2:04 (tradycyjna melodia angielska)
4. "Banquet Hall" - 3:53 (Loreena McKennitt)
5. "Snow" - 5:35 (Loreena McKennitt / Archibald Lampman)
6. "Balulalow" - 3:09 (tradycyjna melodia szkocka)
7. "Let us the infant greet" -3:46 (tradycyjna melodia angielska)
8. "The Wexford Carol" - 6:07 (tradycyjna kolęda irlandzka)
9. "The Stockford Carol" - 3:02 (Loreena McKennitt)
10. "Let all that are to mirth inclined" - 6:52 (tradycyjna melodia angielska)

## Informacje o utworach
- W utworze "The King" oprócz Loreeny McKennitt śpiewa również Cedric Smith.
- W dwóch utworach, "In Praise of Christmas" oraz "The Wexford Carol", na violi da gamba gra Shannon Purves-Smith.
- W "Snow" wykorzystano wiersz Archibalda Lampmana o tym samym tytule.